# Любимеж
Любимеж — упразднённая в 1969 году деревня в Киржачском районе Владимирской области России. На год упразднения входила в Фёдоровский сельсовет. Ныне урочище на территории Першинского сельского поселения Киржачского района.

## География
Находился Любимеж к востоку от села Богородское и деревни Илейкино.

## История
В XIX — начале XX века деревня относилась к Богородскому церковному приходу.
В административном отношении входила в состав Финеевской волости Покровского уезда Владимирской губернии.
Объединена с д. Дворищи Решением Владимирского облисполкома № 644 от 03.06.1969.

## Население
В 1859 году — 5 дворов, 16 жителей мужского пола, 16 женского.
В 1896 году — 7 дворов, 64 жителя
В 1905 году — 8 дворов, 72 жителя, при деревне располагались лесные сторожки Угрюмова (в 2 км от деревни, 2 человека, 1 двор) и Егоровой (2 человека, 1 двор).

## Инфраструктура
Основой экономики было изготовление початочных ящиков. Так называлась тара для укладки на фабриках так называемых початков, то есть шпуль с пряжей.
В Покровском уезде местный промысел был отмечен только в Финеевской волости, в 3 деревнях: в селе Финеево, Старово и деревне Любимеж. В этих 3-х деревнях на рубеже XIX и XX веков насчитывалось 27 ящечников. Промысел этот появился здесь в середине XIX века и стал вытеснять производство парниковых рам и погребных лестниц. В 1908 году форма производства — мелко ремесленная с наёмными рабочими. Обычно, хозяин мастерской работал сам или с сыном и нанимал 2—3 рабочих. В селе Старове было до 10 таких мастерских.

## Достопримечательности
В урочище установлены памятные мемориальные таблички в память воинам-землякам погибшим во время Великой Отечественной войны.

## Транспорт
Любимеж был доступно по просёлочной дороге